# Cota Coca
Cota Coca est un complexe archéologique de ruines d'une ville Inca du XVIe siècle, situé à une altitude de 1 850 m dans la province de La Convención  du département de Cuzco au Pérou. 
Cette ville inconnue jusqu'au XXIe siècle, qui se trouve non loin du site plus célèbre de Choquequirao, est désormais presque complètement envahie par la végétation et n'est plus accessible que d'un seul côté.

## Histoire
L'un des premiers explorateurs de ces régions, le comte de Sartiges consul de France à La Paz (Bolivie), passa à proximité pour atteindre Choquequirao en 1834. Il évoque dans ses écrits la basse vallée de Yanama « connue sous le nom de Cotacoca », bien qu'il n'ait pas trouvé les ruines et déclare :« ... il pensait qu'il était peu probable que quiconque aurait pu habiter cette étroite vallée à cause des nombreux et voraces moustiques qui en ont pris possession. Il était impossible de respirer, de boire ou de manger sans absorber des quantités de ces créatures insupportables. »
La cité a été découverte en 2002 par une expédition de la Royal Geographical Society dirigée par l'archéologue américain Gary Ziegler et l'écrivain britannique Hugh Thomson. 
S'appuyant sur une rumeur que Ziegler avait entendue d'un muletier lors d'un voyage précédent, ils ont fait le voyage difficile dans certains des territoires les plus reculés de cette partie des Andes, où les montagnes descendent vers la forêt de nuages amazonienne. 
L'archéologue et l'explorateur, se sont rendus avec une équipe d'experts et de muletiers dans la Vilcabamba - le « royaume perdu » qui fut pendant près de 40 ans le dernier refuge des Incas - au-delà du Machu Picchu.
Ce qu'ils ont trouvé est un site important et complètement inconnu, couvert par un boisement dense. Leur équipe de muletiers a utilisé des machettes pour dégager les nombreux bâtiments en pierre disposés autour d'une place centrale, afin qu'ils puissent être cartographiés et étudiés.
Selon les découvreurs, Cota Coca est une colonie inca tardive, fondée après 1532 au cours de leur fuite devant les conquistadors. Elle ne serait restée habitée que pendant quatre décennies, peut-être jusqu'à la reddition finale en 1572.
Le nom de la ville, qui en quechua signifie "arbre à coca", vient du XIXe siècle et était le nom de la région où cette plante, appréciée des Incas, était cultivée.
Le site de Cota Coca n'a jamais été documenté, signalé ou connu du monde extérieur jusqu'à cette découverte.

## Description
Le site Inca de Cota Coca est dissimulé depuis des centaines d'années car il se trouve dans une vallée isolée à 1 850 m d'altitude, près du confluent de la rivière Yanama et du Río Blanco - un affluent de l'Apurímac. L'érosion sévère de ces torrents au cours des siècles a créé un canyon aux pentes escarpées, inaccessible par le fond de la vallée. La seule façon pour l'équipe de l'atteindre était de redescendre directement par la montagne au-dessus, en coupant une piste à travers la dense forêt avec leurs machettes. 
La cité se trouve sur un plateau isolé ou mesa d'environ 2 km de long, laissé comme un vestige érodé lorsque la rivière a creusé un gouffre profond près de son intersection avec le Río Blanco. 
Avant l'érosion du versant de la vallée, il semble qu'il y ait eu une route inca le long de la rivière qui aurait reliée la ville au centre voisin de Choquequirao. 
Le fond de la vallée est chaud et semi-tropical avec un microclimat créé par le profond canyon. Comme le site inca voisin de Choquequirao, la roche de fond est un assortiment de schiste à muscovite métamorphique et de quartzite jaune à grain fin. Une profondeur considérable de dépôts alluviaux balayés par la rivière et la dégradation du canyon couvre le fond de la vallée. Une grande partie de ce matériau est constitué de granit gris igné sous la forme de galets de rivière qui ont été transportées en aval. 
Au moins 30 structures en pierre y ont été découvertes, regroupées autour d'une place centrale et d'une « kallanka » - une grande « maison du conseil » - de plus de 20 m de haut, les restes d'un canal d'irrigation et deux enclos en pierre de 50 × 30 m pour les lamas.